# Àngel Pont i Montaner
Àngel Pont i Montaner (Verges, Baix Empordà, 2 de gener del 1910 - Barcelona, 21 de juny del 1995) va ser un reconegut intèrpret de tible i també compositor.

## Obres

### Sardanes
- A redós de la catedral (1972), enregistrada per La Principal de la Bisbal al disc compacte Sardanes d'Or 14: Violetes del Bosc (Barcelona: Audiovisuals de Sarrià, 1999. Ref. 5.1665)
- Camí de la Font Picant (1943)
- Cireres i sardanes, enregistrada per la Cobla Els Montgrins en el disc Per Cireres, Sant Climent (Barcelona: Audiovisuals de Sarrià, 1999. Ref. 5.1681)
- De casa nostra (1958)
- Dintre la gàbia, obligada de flabiol
- Encara en tinc més (1965), obligada de tible
- La Font del Canyo, obligada de tible
- Parlem-ne?, obligada per a dos tibles
- Petons a la lluna (1947)
- Quina gresca (1971), obligada de trombó
- Recordant el mestre (1950), obligada de tible dedicada a l'Enric Barnosell
- Records de l'Aurora, obligada de tible
- Repte, obligada de tenora
- Un rossinyol a les Rambles, obligada de tible